# Даниил (Чокалюк)
Дании́л (в миру Богда́н Миха́йлович Чокалю́к; 22 августа 1958, село Верхние Становцы Черновицкая область — 10 декабря 2005, Ровно) — епископ Украинской православной церкви Киевского Патриархата, митрополит, ректор Киевской духовной академии и семинарии (1992—2000), первый наместник возрождённого Михайловского Златоверхого монастыря (Киев). Организатор образовательной системы в Киевском Патриархате. Один из главных участников переговорного процесса по признанию Киевского патриархата мировым православным сообществом.

## Биография

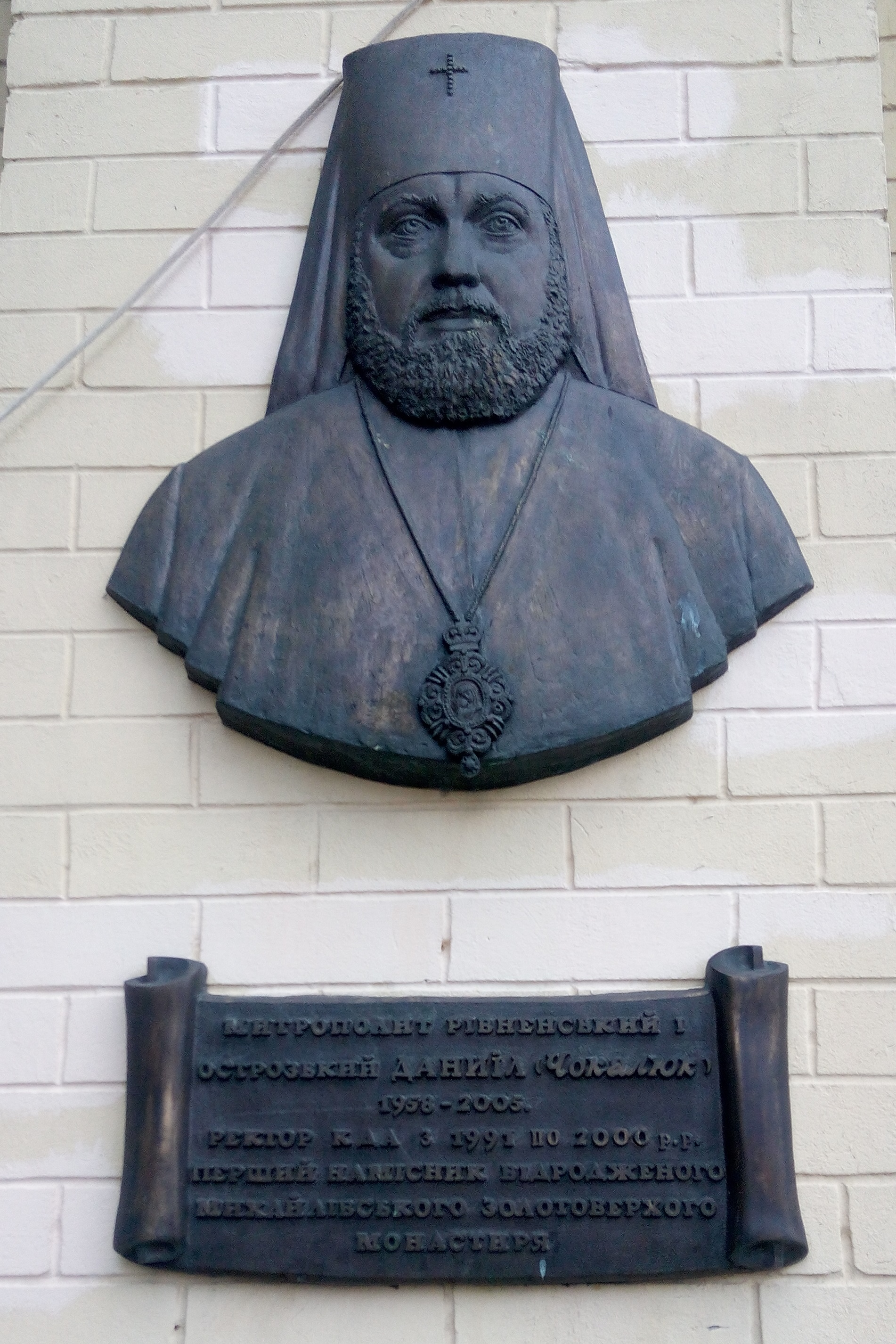
Мемориальная доска митрополиту Даниилу (Чокалюку) на одном из корпусов Свято-Михайловского Златоверхого монастыря в Киеве

Родился 22 августа 1958 года в селе Верхние Становцы Черновицкой области. Отец — протоиерей Михаил Чокалюк. Мать — Василиса Чокалюк (Кушнир). С детства он посещал монастыри.
После окончания средней школы в селе Старая Жадова Сторожинецкого района Черновицкой области, уверенно решил поступить в духовную семинарию, хотя знал и чувствовал, что для этого также будет необходимо приложить ещё больше усилий. Несмотря на препятствия, которые чинила коммунистическая власть, различными способами пытаясь помешать его намерению, он всё же в 1975 году поступил в Одесскую духовную семинарию, где с первого года обучения зарекомендовал себя образцовым воспитанником как по успеваемости, так и во вопросах дисциплины. Учась в семинарии, он также параллельно нёс послушание иподиакона у митрополита Одесского и Херсонского Сергия (Петрова). После окончания Одесской духовной семинарии по первому разряду решил продолжить своё обучение в духовной академии, поэтому в 1979 году поступает в Московскую духовную академию, которую окончил в 1983 году защитив работу «Проблема спасения вне христианства». После этого возвращается в Одессу, где становится преподавателем Одесской духовной семинарии.
19 августа 1983 года в Успенском соборе Свято-Успенского мужского монастыря в Одессе митрополитом Сергием рукоположён в сан диакона в состоянии целибата, а 28 августа на Успение Богородицы того же года — во священника. В то же время иерей Богдан назначается 6 июля 1983 года помощником инспектора а 31 августа этого же года преподавателем Одесской духовной семинарии. Преподавал в семинарии богословские предметы и курс греческого языка.
10 марта 1985 года в Одесском Свято-Успенском мужском монастыре он принимает монашеский постриг с именем Даниил в честь благоверного князя Даниила Московского. 13 декабря 1985 года иеромонах Даниил был награждён архиерейской грамотой: «в знак благословения за упорный труд во славу Святой Церкви и в связи с 40-летием возрождения ОДС».
2 июня 1986 года он нёс пастырское служение в Свято-Троицкой (греческой) Церкви Александрийского подворья в городе Одессе. За активное участие в развитии православной Церкви в 1986 году он награждён орденом преподобного Сергия Радонежского III степени. Вот как его характеризует митрополит Одесский и Херсонский Сергий председателю Отдела внешних церковных сношений РПЦ Московского Патриархата митрополиту Минскому Филарету (Вахромееву): «за время пребывания в семинарии зарекомендовал себя с хорошей стороны. Лекции по порученным предметам проводит с интересом. Пользуется уважением среди воспитанников и преподавательского состава. Он является воспитателем, а также руководителем богослужебной практики. Всегда аккуратен при исполнении своих обязанностей. Тактичен и вежлив, пользуется авторитетом. Участвует в сопровождении иностранных делегаций».
В 1987 года по благословению церковной иерархии Московского Патриархата и поддержке Отдела внешних церковных сношений, в качестве обмена студентов направлен на учёбу в Грецию, где пробыл почти четыре года, учась в аспирантуре Богословского факультета Университета Аристотеля в Салониках на кафедре литургики и церковного права. Во время обучения иеромонах Даниил проживал в монастыре Влатадон в Салониках, наместником которого в то время был митрополит Филадельфийский Варфоломей (Архондонис), впоследствии Константинопольский патриарх. В течение обучения, имея разрешение от Константинопольской Патриархии на постоянное пребывание на Афоне, он постоянно в выходные дни отправлялся на Святую Гору, где вместе служил в Свято-Пантелеймоновском монастыре (Русику). Учась в университете, проходил специализацию по таким предметам: Общецерковная история, история славянских церквей, история Элладской Церкви и Афона, каноническое право, литургика, греческая палеография и многие другие.
Завершив обучение в Фессалоникийском университете, иеромонах Даниил вернулся на родину. В Киеве в Свято-Успенской Киево-Печерской Лавре была возрождена Киевская духовная семинария, в которой он с нового учебного 1990 года назначается преподавателем, а 28 марта 1991 года секретарём правления КДС. 3 апреля 1991 года, ко дню святой Пасхи, в Дальних пещерах Киево-Печерской Лавры возведён Блаженнейшим митрополитом Киевским и всея Украины Филаретом в сан игумена. 12 августа того же года назначен исполняющим обязанности ректора Киевской духовной семинарии.
1-3 ноября 1991 года в Свято-Успенской Киево-Печерской Лавре состоялся Поместный собор Украинской православной церкви, который принял решение о необходимости отделения от Москвы и полной канонической независимости, то есть автокефалии. Игумен Даниил участвовал в работе этого собора, как представитель от духовных школ, работая в редакционной комиссии.
24 декабря 1991 года назначен ректором Киевской духовной семинарии, в связи с чем 29 декабря 1991 года возведён в сан архимандрита. В начале мая 1992 года в Киевской духовной семинарии произошло разделение среди семинаристов и преподавателей, вызванное разным отношением к действиям митрополита Филарета (Денисенко), пошедшего на разрыв с Русской православной церковью; при этом сторонники митрополита Филарета оказались в меньшинстве. После Харьковского собора 27 мая 1992 года ректор семинарии архимандрит Даниил (Чокалюк) объявил о поддержке митрополита Владимира (Сабодана) лишь для того, чтобы беспрепятственно завладеть архивом семинарии, который был тайно перевезён Даниилом в резиденцию Филарета. В сложных условиях борьбы сторонников и противников автокефалии Украинской Церкви, провёл первый выпуск в 1992 году Киевской духовной семинарии в Печерской лавре. По словам Василия Анисимова, Чокалюк «ушёл в раскол по семейным обстоятельствам: будучи монахом, имел супругу и детей, как и Филарет»
На учредительном соборе УПЦ КП 25-26 июня 1992 года архимандрит Даниил (Чокалюк) открыто примкнул к Филарету (Денисенко). Вместе с архимандритом Даниилом в УПЦ КП перешли 2 преподавателя семинарии в священном сане и около 10 семинаристов. Из них была образована Киевская духовная семинария УПЦ КП, которая объединилась с существовавшей при трапезном корпусе Златоверхого Михайловского монастыря Киевской семинарией УАПЦ, открытой в 1991 году и перерегистрировавшей в 1992 году свой устав в юрисдикции УПЦ КП. Создававшееся с нуля учебное заведение разместилась в стилобате под Андреевской церковью в Киеве и остатках помещений бывшего Михайловского Златоверхого монастыря. Её первыми учащимися стали именно те студенты, которые вслед за ректором покинули стены Лавры.
Начиная с этого времени, он принимал деятельное участие во всех процессах становления уже Украинской Православной Церкви Киевского Патриархата. В трудных экономических условиях ректор упорно трудился чтобы Киевская духовная академия и семинария возобновила была украинской духовной школой и служить духовному развитию украинского народа. Он наладил тесные отношения и плодотворно сотрудничал с украинской диаспорой в США. Так, при Украинском православном братстве св. Апостола Андрея Первозванного по его просьбе была создана стипендиальная комиссия, через которую перечислялись дополнительно средства на содержание воспитанников и функционирование духовной школы.
19 ноября 1992 года решением Священного Синода УПЦ Киевского Патриархата архимандриту Даниилу определено быть епископом Вышгородским, викарием Киевской епархии. Однако его хиротония задержалась.
По инициативе архимандрита Даниила 16 января 1993 года была создана общественная организация «Благотворительный фонд восстановления Михайловского Златоверхого монастыря в г. Киеве», которую возглавил украинский писатель Олесь Гончар. Данная организация на разных уровнях прокладывала и продвигала идею восстановления этого знаменитого монастыря. 3 июня 1993 года архимандрит Даниил назначается наместником Свято-Михайловского Златоверхого монастыря города Киева. Но это назначение было только на бумаге, поскольку на месте ныне действующего Святомихайловского собора была площадка для игры в теннис, а от монастыря уцелел только трапезный храм Святого апостола Иоанна Богослова, в котором совершались богослужения, и корпус на улице Трёхсвятительской в парке на Владимирской горке.
2 марта 1993 года архимандрит Даниил был назначен представителем от УПЦ Киевского Патриархата в экспертный совет при Совете по делам религий при Кабинете министров Украины.
19 октября 1993 года на базе Киевской духовной семинарии была открыта Киевская духовная академия. Её ректором тоже стал Даниил (Чокалюк). Епископ Вышгородский, викарий Киевской епархии, как ректор Киевской духовной академии и семинарии совершал богослужение в академическом храме святого апостола Иоанна Богослова. К трапезному храму, который считался студенческим, постоянно стекалось много народу со всех концов Киева.
31 декабря 1993 года он назначен председателем Отдела внешних церковных сношений Киевского патриархата, пробыв на этом посту более десяти лет. Он был одним из главных участников переговорного процесса по признанию Украинской православной церкви Киевского Патриархата мировым Православным сообществом, и неоднократно встречался с Патриархом Константинопольским Варфоломеем.
21 февраля 1994 года назначается викарием Киевской епархии. 22 января 1994 года во Владимирском кафедральном соборе Киева состоялось наречение архимандрита Даниила во епископа Вышгородского. 23 января там же состоялась его епископская хиротония, которую возглавил Патриарх Киевский и всей Руси-Украины Владимир (Романюк), митрополит Киевский Филарет (Денисенко), архиепископ Львовский и Сокальский Андрей (Горак), архиепископ Тернопольский и Кременецкий Иаков (Панчук), епископ Переяслав-Хмельницкий Нестор (Кулиш), епископ Белоцерковский Александр (Решетняк).
В декабре 1995 года вышел указ Президента Украины Леонида Кучмы о воссоздании выдающихся памятников, из которых первым начал возрождаться Михайловский Златоверхий монастырь. Начиная с 1994 года, на территории монастыря продолжались археологические раскопки под руководством В. Харламова и с помощью воспитанников и студентов духовных школ. В 1997 году была заложена капсула в знак начала работ по восстановлению Михайловского собора, а уже 8 мая 1998 года освящена колокольня монастыря. В этом же году в основном были закончены работы по восстановлению собора. Епископ Даниил упорно работал над восстановлением построек монастыря, он был душой этого строительства, без его участия не происходило никаких заседаний рабочей группы. 8 октября 1999 года ему присвоено учёное звание доцента.
4 апреля 2000 года решением Священного Синода Киевского Патриархата назначен управляющим Ровенской епархией, с освобождением от должности ректора Киевской духовной академии и семинарии. Уже 6 апреля он совершил первое богослужение в новом качестве, возглавив всенощную по случаю Благовещения в Свято-Воскресенском кафедральном соборе города Ровно. 16 апреля епископ Даниил отслужил последнюю Божественную Литургию в храме святого апостола и евангелиста Иоанна Богослова, попрощавшись с киевской паствой, а уже в мае этого же года состоялось освящение Свято-Михайловского Златоверхого собора в Киеве. 21 октября 2000 года был возведён в сан архиепископа.
На Ровенской кафедре столкнулся со множеством нерешённых епархиальных дел и проблем, особенно связанных с различными спорами на приходах, как в центре, так и по благочиниям. Он реорганизовал Ровенское духовное училище в семинарию, подняв уровень преподавания в ней. Семинария находилась под его прямым контролем, он лично возглавлял заседание педсоветов, контролировал расписание, рабочие и календарные планы. Особым бременем было решение экономических проблем семинарии, обеспечение её стабильного функционирования. По его благословению была основана ежемесячная церковно-религиозная газета «Духовна нива», которая на своих страницах к этому времени освещает церковную жизнь, христианские проблемы современности, доносит православное слово до большого количества людей на Ровенщине. Также с его архипастырского благословения увидело свет много печатных трудов, например: «Волынский помянник» — в котором помещены почти четыреста биографических очерков об мучеников и исповедников земли волынской XX века, «О языке богослужения», «Пойте Богу нашему пойте», «Из песен венок тебе сплетём», «Акафист св. вмц. Екатерины» и многие другие. За пять лет пребывания на кафедре он много уделял времени монастырям. Первым монастырём, который начал действовать с приходом его на Ровенщину — это Свято-Георгиевский мужской монастырь на Казацких Могилах в селе Пляшева Радивиловского района на месте Берестецкой битвы и героической гибели казаков. Впоследствии с его благословения были учреждены и открыты: Николаевский женский монастырь в городе Дубно, Крестовоздвиженский мужской монастырь в селе Панталия Дубенского района, Варваринский женский монастырь в городе Дубно. Также митрополитом Даниилом 3 мая 2005 года был заложен Свято-Воскресенский мужской монастырь на Повстанческих Могилах, что в урочище Гурбы Здолбуновского района — на месте одной из самых жестоких битв Украинской Повстанческой Армии с «московскими оккупантами». Владыка также был членом провода Ровенской областной организации «Просвита», принимал активное участие в заседаниях и различных мероприятиях этой организации и других национально-демократических организаций. Везде на всех собраниях он выступал с речами, приветствиями или словами благословения.
23 января 2004 года, в день десятой годовщины его епископской хиротонии, был награждён саном митрополита, став самым молодым митрополитом в УПЦ КП. В связи с кончиной митрополита Луцкого и Волынского Иакова (Панчука) с 18 марта 2004 года, до назначения нового архиерея на эту кафедру, митрополит Даниил временно исполнял обязанности управляющего Волынской епархией. 29 ноября 2004 года митрополит Даниил по благословению Филарета (Денисенко) и по приглашению отдела общественной дипломатии НАТО представлял Киевский Патриархат в Брюсселе, Бельгия, в штаб-квартире НАТО, имея встречу с руководством этой организации.
Митрополит Даниил был одним из главных участников переговорного процесса по признанию Украинской Православной Церкви Киевского Патриархата мировым Православным сообществом. Он неоднократно встречался с Константинопольским Патриархом Варфоломеем.
Скончался 10 декабря 2005 года на 48 году жизни в 16 часов 30 минут в больнице города Ровно в результате инсульта. Похоронен в Ровно на территории Покровского кафедрального собора.